# Krasni (Rogóvskaia)
Krasni - Красный (rus) - és un khútor del krai de Krasnodar, a Rússia. Es troba a la vora esquerra del riu Kirpili. És a 21 km al nord-oest de Timaixovsk i a 79 km al nord de Krasnodar. Pertany a la stanitsa de Rogóvskaia.